# Tying Tiffany
Tying Tiffany, conosciuta anche come TT e Tiff Lion (Padova, 1978) è una cantante italiana.

## Biografia
Tying Tiffany - nome d'arte che deriva dal titolo di un libro di fotografie dell'artista giapponese Nobuyoshi Araki - nasce a Padova, ma successivamente si trasferisce a Bologna. Attraverso la frequentazione dell'Istituto d'Arte inizia a sperimentare diversi percorsi artistici, dal design alla fotografia. Dal 2005 al 2007 svolge l'attività di modella per il sito SuicideGirls, apparendo quindi nel cortometraggio Eyerophany del 2007 diretto da Lorenzo Miglioli, con performance di David Lynch ed Enrico Ghezzi e musica di Angelo Badalamenti.
Tying Tiffany inizia la propria carriera di musicista come bassista. Svolge inoltre l'attività di DJ EBM, industrial, darkwave e punk rock. Nel 2005 decide di concentrarsi sulla musica elettronica. Viene notata dalla Get Physical di Berlino che le propone di inserire una sua canzone, You Know Me, nella raccolta Full Body Workout vol 2.
Sempre nel 2005 esordisce col suo primo album Undercover. Disco caratterizzato da molte citazioni sonore: al background maturato da Tying Tiffany nel corso degli anni si aggiungono infatti disco music in stile Giorgio Moroder, arpeggi di sintetizzatore, riff di chitarra, e ritmiche techno hardcore ed electro dance tipiche degli anni ottanta e novanta. Undercover suscita un discreto interesse di critica e pubblico, soprattutto in Italia. All'album fa seguito una tournée in cui Tying Tiffany si esibisce in vari club internazionali, condividendo inoltre il palco con artisti quali Iggy Pop, The Rapture, Stereo Total, Eels, dEUS, Tiga e Alec Empire. Con quest'ultimo compirà poi un mini tour nel 2008.

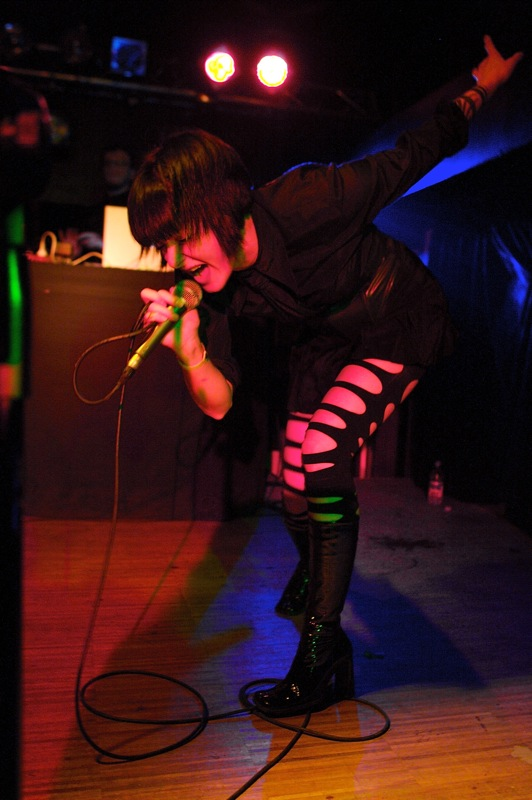
Tying Tiffany in concerto a Milano nel 2008

Nel gennaio del 2007 Tying Tiffany è sul palco del New Musical Express, nell'ambito del festival di Groningen, nei Paesi Bassi. Qui desta l'interesse dell'etichetta I Scream Records che pubblicherà il secondo album Brain for Breakfast, disco contraddistinto da varie collaborazioni (Liquido, Pete Namlook e Nic Endo) e promosso da una tournée che, in 80 date, tocca l'intera Europa.
In Italia vince il Premio Videoclip Italiano 2008 nella sezione Indipendenti - Miglior soggetto per il cortometraggio Pazza diretto da Marco Marchesi. Pazza è il primo (e attualmente l'unico) brano in lingua italiana nel repertorio di Tying Tiffany. Il video di Slow Motion, col remix di Nic Endo (Atari Teenage Riot), entra nei circuiti televisivi musicali di Europa e Asia.
Dopo aver chiuso il tour di Brain for Breakfast al Fano Moonlight Festival 2009, inizia a lavorare al suo terzo album, Peoples Temple, pubblicato nella primavera del 2010. Disco dalle atmosfere cupe, vicino alla darkwave anni ottanta, tratta tematiche riguardanti i vuoti generazionali. Il titolo dell'album è ispirato all'omonima setta di San Francisco, nota per il suicidio di massa avvenuto nel 1978.
Il quarto album Dark Days, White Nights viene pubblicato nel mese di febbraio 2012 dall'etichetta discografica Trisol Records. Dall'album viene estratto come primo singolo Drownin, presentato in una première nell'ottobre 2011. La canzone fa parte della colonna sonora ufficiale del videogioco di Electronic Arts FIFA 12: Tying Tiffany comprende 39 gruppi provenienti da 15 paesi diversi, tra loro anche: The Ting Tings, Kasabian, TV on the Radio, The Strokes, Foster the People e Thievery Corporation. La prima canzone dell'album, New Colony, viene inoltre inserita nella colonna sonora di CSI: New York, nell'episodio mandato negli Stati Uniti il 3 febbraio e intitolato Brooklyn 'Til I Die.
Nel periodo che separa Peoples Temple da Dark Days, White Nights, Tying Tiffany prende parte a numerosi progetti anche all'estero. La canzone Storycide dall'album Dark Days, White Nights viene scelta dalla CBS per il terzo episodio dell'11ª stagione di CSI: Las Vegas, ossia Blood Moon.
Nel 2013 nasce il nuovo progetto, T.T.L. (ThroughTheLens) formato da Tying Tiffany e il compositore e produttore Lorenzo Montanà, che  compone la musica originale per il trailer dei film Coriolanus  di Ralph Fiennes e Hunger Games diretto da Gary Ross e basato sul romanzo di fantascienza di Suzanne Collins, in cui è stata utilizzata la musica di Deep Shadows, primo singolo di T.T.L..
Il 12 marzo 2013 Tying Tiffany pubblica l'EP di 4 tracce  One su etichetta ZerOKilled Music/Mecanica in formato 10" e download digitale. Le 4 tracce che lo compongono verranno in seguito inserite nell'album Drop del 2014, le cui radici affondano nell'elettronica anni novanta, tra acid house e ambient, ispirata all’ IDM (Intelligence Dance Music). Nello stesso periodo si esibisce negli Stati Uniti ad Austin, in occasione del festival South by Southwest, e a Brooklyn.

## Discografia

### Discografia solista

#### Album
- 2005 - Undercover
- 2007 - Brain for Breakfast
- 2010 - Peoples Temple
- 2012 - Dark Days, White Nights
- 2014 - Drop

#### EP
- 2009 - Black Neon RMXs
- 2013 - One

#### Singoli
- 2005 - I'm Not A Peach
- 2006 - You Know Me
- 2006 - Honey Doll
- 2006 - Honey Doll (Remix)
- 2007 - I Wanna Be Your Mp3
- 2008 - I Can Do It (Remix)
- 2008 - Slow Motion

### Discografia con Santasede

#### Singoli
- 2012 - Santasede

### Discografia con T.T.L.

#### Singoli
- 2013 - Beyond Fire
- 2013 - Deep Shadow

### Discografia con Laurapalmer

#### EP
- 2015 - Laurapalmer

## Filmografia
- La lingua del santo, regia di Carlo Mazzacurati (2000)
- Eyerophany, regia di Lorenzo Miglioli - cortometraggio (2007)
- Pazza, regia di Marco Marchesi - cortometraggio (2008)

## Riconoscimenti
- Premio Videoclip Italiano
  - 2008 - Indipendenti - Miglior soggetto' per Pazza[11][12]

## Influenze
- Tying Tiffany ha ispirato la fotografa dark Vanessa, personaggio dei fumetti della serie Cornelio di Carlo Lucarelli, Giuseppe Di Bernardo e Mauro Smocovich.